# Urban Wrethagen
Urban Wrethagen, född 20 juni 1952 i Danderyd, är en svensk röstskådespelare och sångare. Han har medverkat i många animerade filmer och serier som Råttis, Äventyrsdags, Ice Age 4: Jorden skakar loss, Legends of Chima, Klas Klättermus och de andra djuren i Hackebackeskogen och Natt på museet 2. 